# Electric Wizard
Gli Electric Wizard sono un gruppo musicale doom metal britannico, formatosi a Dorset nel 1993.

## Storia
La loro musica doom metal comprende sonorità stoner e sludge, e i testi si ispirano a Howard Phillips Lovecraft, al cinema horror, alla stregoneria, con riferimenti anche alla cannabis.
Frequenti sono le distorsioni sonore e vocali, e fortissimi non solo nella musica ma anche nelle copertine e nell'immaginario i riferimenti a band come Black Sabbath. Il nome stesso della band è formato da due parole appartenenti ai titoli di due canzoni dei Black Sabbath dei primi anni (The Wizard e Electric Funeral).

## Formazione

### Formazione attuale
- Jus Oborn - voce e chitarra (1993 - presente)
- Liz Buckingham - chitarra (2003 - presente)
- Clayton Burgess - basso (2014 - presente)
- Mark Greening- batteria e percussioni (1993 - 2003, 2014 - presente)

### Ex componenti
- Tim Bagshaw - basso (1993 - 2003)
- Tas Danazoglou - basso (2008 - presente)
- Shaun Rutter - batteria e percussioni (2006 - 2014)
- Justin Greaves - batteria (2003 - 2006)
- Rob Al-Issa - basso (2003 - 2008)

## Discografia

### Album in studio
- 1995 – Electric Wizard
- 1997 – Come My Fanatics...
- 2000 – Dopethrone
- 2002 – Let Us Prey
- 2004 – We Live
- 2007 – Witchcult Today
- 2010 – Black Masses
- 2014 – Time to Die
- 2017 – Wizard Bloody Wizard

### Raccolte
- 1999 – Electric Wizard / Come My Fanatics...
- 2006 – Pre-Electric Wizard 1989-1994

### EP
- 1997 – Chrono.Naut
- 1998 – Supercoven
- 2008 – The Processean
- 2012 – Legalise Drugs and Murder
- 2021 – L.S.D.

### Split
- 1996 – Demon Lung / Aquatic Fanatic (con gli Our Haunted Kingdom)
- 1997 – Chrono.Naut / Nuclear Guru (con gli Orange Goblin)
- 2008 – The House on the Borderland / The Gate of Nanna (con i Reverend Bizzarre)